# Municipio de Bethel (condado de Monroe)
El municipio de Bethel (en inglés: Bethel Township) es un municipio ubicado en el condado de Monroe en el estado estadounidense de Ohio. En el año 2010 tenía una población de 347 habitantes y una densidad poblacional de 5,69 personas por km².

## Geografía
El municipio de Bethel se encuentra ubicado en las coordenadas 39°37′53″N 81°14′46″O / 39.63139, -81.24611. Según la Oficina del Censo de los Estados Unidos, el municipio tiene una superficie total de 60.95 km², de la cual 60,95 km² corresponden a tierra firme y (0 %) 0 km² es agua.

## Demografía
Según el censo de 2010, había 347 personas residiendo en el municipio de Bethel. La densidad de población era de 5,69 hab./km². De los 347 habitantes, el municipio de Bethel estaba compuesto por el 96,83 % blancos, el 2,31 % eran afroamericanos, el 0,86 % eran amerindios. Del total de la población el 0,29 % eran hispanos o latinos de cualquier raza.